# Little Eccleston-with-Larbreck
Little Eccleston-with-Larbreck – civil parish w Anglii, w Lancashire, w dystrykcie Fylde. W 2011 civil parish liczyła 400 mieszkańców.